# Dacnis berlepschi
El dacnis pechirrojo (en Colombia), dacnis pechiescarlata (en Ecuador), o mielero de pecho rojo (Dacnis berlepschi) es una especie de ave paseriforme de la familia Thraupidae, perteneciente al  género Dacnis. Es nativo del noroeste de América del Sur.

## Distribución y hábitat
Se encuentra en la vertiente del Pacífico de los Andes, desde el extremo suroeste de Colombia (Nariño), hasta el noroeste de Ecuador (principalmente Esmeraldas).
Esta especie es considerada rara a localmente poco común en su hábitat natural: el dosel y los bordes del bosque húmedo, riberas de ríos y cascadas, y en plantaciones y áreas abiertas arboladas aledañas al bosque, generalmente a menos de 600 m de altitud, pero a veces hasta los 1200 m s. n. m.

## Estado de conservación
El dacnis pechirrojo ha sido calificado como vulnerable por la Unión Internacional para la Conservación de la Naturaleza (IUCN) debido a que la pérdida de hábitat en el corazón de su pequeña zona de distribución ha sido extensa y la tasa de destrucción aumenta; como consecuencia se presume que su población, todavía no cuantificada, esté decayendo rápidamente. Ha desaparecido de algunos locales donde anteriormente era registrada su presencia.

## Descripción
Mide 12 cm de longitud. El plumaje del macho es en su mayoría azul celeste, con líneas azul plateado en el manto y la cola color azul plateado; las alas y la cola de color negro azulado; la parte inferior del pecho es de color rojo fuego y el vientre amarillo ante. La hembra es de color marrón, con la banda roja fuego sobre el pecho. El iris es amarillo en el adulto y castaño en los juveniles.

## Sistemática

### Descripción original
La especie D. berlepschi fue descrita por primera vez por el ornitólogo alemán Ernst Hartert en 1900 bajo el mismo nombre científico; su localidad tipo es: «Lita, noroeste de Ecuador».

### Etimología
El nombre genérico femenino Dacnis deriva de la palabra griega «daknis», tipo de ave de Egipto, no identificada, mencionada por Hesiquio y por el gramático Sexto Pompeyo Festo; y el nombre de la especie «berlepschi» conmemora al ornitólogo alemán Hans von Berlepsch (1850–1915).

### Taxonomía
Es monotípica.